# Торвальдсен, Ранди
Ранди Торвальдсен Несдал (норв. Randi Thorvaldsen; род. 4 марта 1925 года, Эвре-Эйкер, ум. 10 февраля 2011 года, Хёнефосс, Норвегия) — норвежская конькобежка, серебряный и бронзовый призёр чемпионатов мира в классическом многоборье, 9-кратная чемпионка Норвегии в многоборье (1946-1954). Рекордсменка мира на дистанции 1500 метров. Установила десять рекордов страны, причём рекорд на 5000 м 9:35,6 продержался 29 лет до 1982 года.

## Биография
Ранди Торвальдсен родилась в небольшой коммуне Эвре-Эйкер на юге Норвегии. Уже в раннем возрасте переехала в Хёнефосс, где с уже 13 лет она участвовала в юношеских региональных соревнованиях за клуб "IF Life". Но вскоре началась вторая мировая война и на целых шесть лет Ранди отошла от спорта. Вернулась к тренировкам сразу после окончания войны и выступала. В 1946 году стала впервые чемпионкой Норвегии в абсолютном зачёте. Так в течение 9 лет подряд она никому не уступала своего лидерства с 1946 по 1954 год, при этом победила на 34 дистанциях из 36.
В 1948 году состоялся её дебют в финляндии на чемпионате мира в классическом многоборье в Турку, где она заняла высокое 4-е место вслед за тремя сильнейшими на то время советскими спортсменками. Через год у себя в Норвегии повторила результат на чемпионате мира в Конгсберге. Все 50-е и 60-е годы в конькобежном спорте правили советские спортсменки, поэтому попасть в тройку призёров для спортсменок из других стран было большим успехом.
В 1950 году Ранди выступила неудачно на чемпионате мира в Москве, заняв только 9-е место в многоборье. В 1951 году в Швеции на чемпионате мира в Эскильстуне советские спортсменки не участвовали, что давало шансы ей на успех. Так и случилось. Ранди стала серебряным призёром, уступив только финской конькобежке Эви Хуттунен. 
В 1952 году выиграла бронзовую медаль на чемпионате мира в финском Кокколе, уступив опять двум советским спортсменкам Лидии Селиховой (1-е место) и Марии Аникановой (2-е место). Ранди продолжала участвовать на мировых первенствах и позже. Так на домашнем чемпионате мира в Лиллехаммере в 1953 и на чемпионате мира в Эстерсунде в 1954 годах занимала 6-е место. В том же 54-м завершила карьеру спортсменки.
После спортивной карьеры она несколько лет была секретарем в "Бускеруд Скейтекретс". Была замужем за Расмусом Несдалом, который был учителем в школе Эйкли. Позже он стал директором той же школы. В 1979 году она стала почётным членом "IF Life" Жила в Хёнефоссе, где и скончалась 10 февраля 2011 года.

### Мировые рекорды
| Дистанция | Время  | Дата            | Место |
| --------- | ------ | --------------- | ----- |
| 1500 м    | 2:37,5 | 25 февраля 1950 | Йёвик |